# Euphorbia equisetiformis
Euphorbia equisetiformis är en törelväxtart som beskrevs av A.Stewart. Euphorbia equisetiformis ingår i släktet törlar, och familjen törelväxter.
Artens utbredningsområde är Galápagosöarna. Inga underarter finns listade i Catalogue of Life.